# عثيات قنزعية
عثيات قنزعية (الاسم العلمي: Nolidae)، فصيلة حشرات من حرشفيات الأجنحة. تضم حوالي 1400 نوعًا موصوفًا في جميع أنحاء العالم.وهي حشرات صغيرة يغلب عليها اللون الباهت.